# Lakwati
Lakwati is een bestuurslaag in het regentschap Alor van de provincie Oost-Nusa Tenggara, Indonesië. Lakwati telt 537 inwoners (volkstelling 2010).